# かわぐっち
かわぐっちは、新潟県長岡市川口(旧川口町)在住の「自然豊かな川口に住む元気な川の妖精」という設定のマスコットキャラクター（ゆるキャラ）。
2013年8月23日に、長岡市ふるさと創生基金事業を活用し一般公募(最優秀賞は当時千葉県在住者)からデザインが完成した。

## 特徴
「川の妖精」清流・魚野川と川口の地域資源である「ヤナ場」、そこに上がる鮎を頭上にデザインし、胸には特産である「魚沼産コシヒカリ」の稲穂をデザイン。体の青と緑は豊かな水と自然をイメージ。稲穂を挟んだ上と下のデザインは「川口」と記されている。

## 設定
信濃川と魚野川の合流点で生まれた「川の妖精」。お父さんは鮎の妖精「あゆたろう」。お母さんはお米(魚沼産コシヒカリ)の妖精「越光子(こしひかりこ)」。鮎飯が好物。生まれたのは「川口が川口になったとき」と本人は言っているが、妖精としての寿命が長すぎて昔の記憶があまりない。男の子。生まれ故郷の川口が大好き。語尾に「っち」とつく。
長めの昼寝をしているときに、新潟県中越大震災でびっくりして目が覚めた。昔と景色がいろいろと変わっててびっくりしたので、改めて今の川口を知り、川口のナンバーワンサポーターになるべくあちこちに出没して、いろんなところを見て回っている。
鮎とやな場のお面を取り替えて、気分転換していることもある。素顔はまんまる。

## プロフィール
- 性別：男の子
- 誕生日：10月23日
- 年齢：秘密
- 性格：やさしい、ポンコツ、げんき、夢見る現実派
- 好きな食べ物：あゆめし、ささだんご、もち、キャンプ飯、千葉産ゆでらっかせい
- 特技：さかなとお友達になれる　ちょこっと飛べる(飛ぶとはいってない)
- 趣味：川で遊ぶこと、キャンプをすること、温泉に入ること、ごはんを食べること
- 夢：川口のいいところを全国にアピールすること、全国のキャンプ地と温泉にいくこと
- 好きな場所：川口、東京都狛江市[1]
- 住んでいるところ：川口支所のてっぺん
- キャッチフレーズ：レッツ・ラブかわぐち！　ぼく、「かわぐっち」だっち！

すっかり自立しているのでお父さんとお母さんとは百年に一回ぐらいしか会わないのに、お昼寝をしすぎて 、待ち合わせ時間に遅れてしまった。あまり気にしていない。
支所の屋上に住んでいる。支所のみんなにお茶を出してあげたいけど、給湯室が狭いのでちょっと諦めている。お昼寝は魚野川の水底がお気に入り。保育園や学校の周りを散歩するのが好き。子どもも大人も犬も猫も鯉も大好き。
小学校のゆるキャラ「あゆくん」と仲良くなりたいと思っている。あぐりの里の「あぐりん」は勝手にライバル視している。公園の「例のあのパンダ」のことは悪いやつとは思っていない。
生まれ育った川口が大好きで、自分が育った風景や鮎・米などを色んな人に知ってもらいたい。川口一番のサポーター(応援者)になりたいと思っている。